# Leptosphaeria purpurea
Leptosphaeria purpurea är en svampart som beskrevs av Rehm 1882. Leptosphaeria purpurea ingår i släktet Leptosphaeria och familjen Leptosphaeriaceae.   Inga underarter finns listade i Catalogue of Life.
I den svenska databasen Dyntaxa används istället namnet Melanomma purpureum för samma taxon.  Arten är reproducerande i Sverige.